# マリア・ホセファ・デ・サホニア
マリア・ホセファ・アマリア・デ・サホニア（スペイン語：María Josefa Amalia de Sajonia, 1803年12月7日 - 1829年5月18日）は、スペイン王フェルナンド7世の3度目の妃。ドイツ語名マリア・ヨーゼファ・アマリア・フォン・ザクセン（Maria Josepha Amalia von Sachsen）。
ザクセン王太子マクシミリアンと妃であるパルマ公女カロリーナの末子として、ドレスデンで生まれた。1819年10月20日、フェルナンド7世と結婚した。子供がないまま1829年に亡くなり、エル・エスコリアル修道院に埋葬された。